# Concord (North Carolina)
Concord ist eine City im US-Bundesstaat North Carolina der Vereinigten Staaten. Das U.S. Census Bureau ermittelte bei der Volkszählung 2020 eine Einwohnerzahl von 105.240.
Concord ist Verwaltungssitz von Cabarrus County. Der aktuelle Bürgermeister ist Scott Padgett.

## Geographie

### Lage
Sie befindet sich im unmittelbaren Einzugsbereich von Charlotte.
Der historische Stadtkern um die Union Street zeichnet sich durch impressive Bauten aus, die während der Textilhochzeiten konstruiert wurden.

## Geschichte

### Einwohnerentwicklung
| Jahr | Einwohner (2000–2020: Volkszählungsergebnisse) |
| ---- | ---------------------------------------------- |
| 2000 | 56.392                                         |
| 2010 | 79.235                                         |
| 2020 | 105.240                                        |

## Wirtschaft und Infrastruktur
Die Stadt beherbergt den Charlotte Motor Speedway, Austragungsort von Autorennen mehrerer NASCAR-Rennserien und ist auch Heimat des NASCAR-Teams Hendrick Motorsports.
Hauptarbeitgeber war bis zur Werksschließung der Zigarettenhersteller Phillip Morris.

## Verkehr
Der Concord-Padgett Regional Airport liegt 13 km westlich der Stadt.

## Demografie
Die bei der Volkszählung im Jahr 2000 ermittelten 55.977 Einwohner von Concord lebten in 20.962 Haushalten; darunter waren 14.987 Familien. Die Bevölkerungsdichte betrug 419 pro km². Im Ort wurden 22.485 Wohneinheiten erfasst. Unter der Bevölkerung waren 78,8 % Weiße, 15,1 % Afroamerikaner, 0,3 % amerikanische Indianer, 1,2 % Asiaten und 3,4 % von anderen Ethnien; 1,2 % gaben die Zugehörigkeit zu mehreren Ethnien an.
Unter den 20.962 Haushalten hatten 35,2 % Kinder unter 18 Jahren; 23,6 % waren Single-Haushalte. Die durchschnittliche Haushaltsgröße war 2,61, die durchschnittliche Familiengröße 3,08 Personen.
Die Bevölkerung verteilte sich auf 26,2 % unter 18 Jahren, 8,9 % von 18 bis 24 Jahren, 33,6 % von 25 bis 44 Jahren, 20,2 % von 45 bis 64 Jahren und 11,1 % von 65 Jahren oder älter. Der Median des Alters betrug 34 Jahre.
Der Median des Haushaltseinkommens betrug 46.094 US-$, der Median des Familieneinkommens 53.571 $. Das Prokopfeinkommen in Concord betrug 21.523 $. Unter der Armutsgrenze lebten 8,2 % der Bevölkerung.

## Söhne und Töchter der Stadt
- Joshua Boger (* 1951), Chemiker und Unternehmer
- Jody Hill (* 1976), Filmregisseur und Drehbuchautor